# Martin van Maële

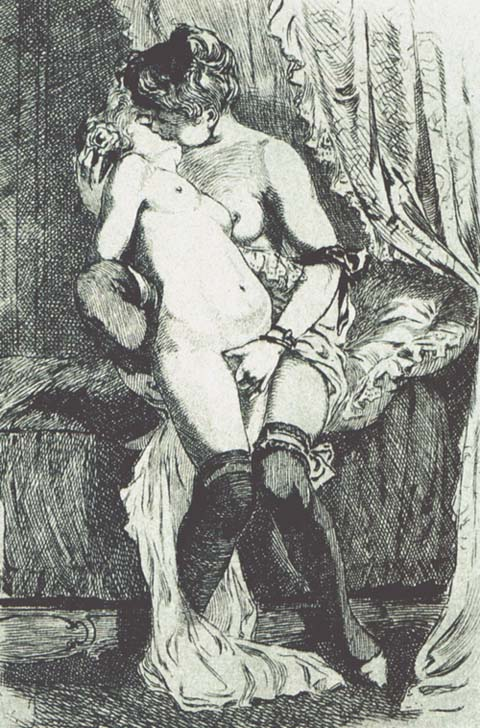
Illustration zu Paul Verlaine, La Trilogie érotique (1907)

Martin van Maële (eigentlich Maurice François Alfred Martin; * 12. Oktober 1863 in Boulogne sur Seine; † 5. September 1926) war ein französischer Zeichner und Illustrator, der vor allem für sein erotisches Werk bekannt ist.

## Leben
Seine Mutter war Virginie Mathilde Jeanne van Maële, sein Vater, Louis Alfred Martin, war Maler und Graphiker und war seit 1885 Lehrer für Holzschnitt an der Kunstgewerbeschule Genf (Haute école d’arts appliqués de Genève). Sein Pseudonym Martin van Maële ist eine Kombination aus den Namen seiner Mutter und seines Vaters.
Maële arbeitete in Brüssel und in Paris. Die erotischen Illustrationen, die seinen Ruf begründeten, erschienen in kleinen, bibliophilen Auflagen, unter anderem bei dem Verleger Charles Carrington. Als sein Hauptwerk kann La Grande Danse Macabre des Vifs („Der große Totentanz der Lebenden“) gelten. Es handelt sich dabei um eine Sammlung grotesk-erotischer Zeichnungen. Gegenstände sind die Darstellung randständiger Sexualpraktiken, phallische Phantasien und derb-makabrer Sexualhumor.
Er war verheiratet mit Marie Françoise Genet. Sein Grab befindet sich auf dem Friedhof von Varennes-Jarcy.

La Grande Danse Macabre des Vifs
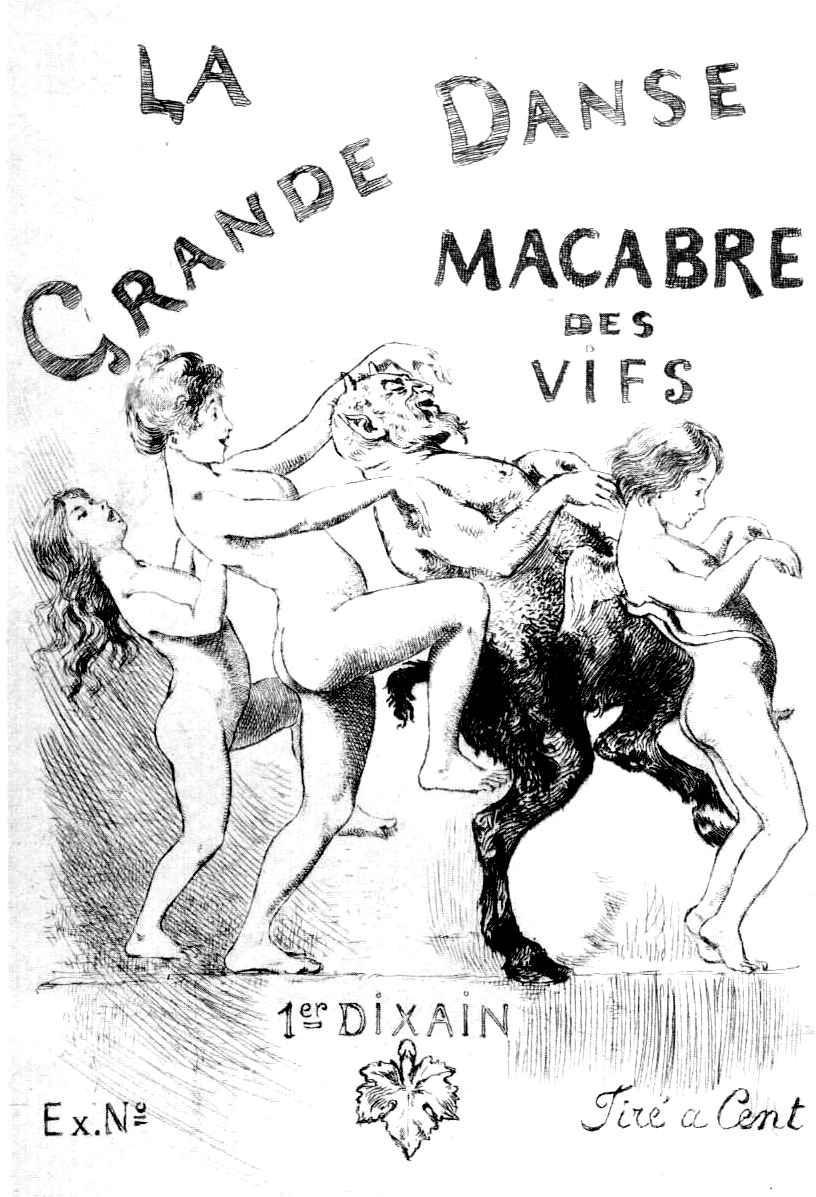
Dixain I
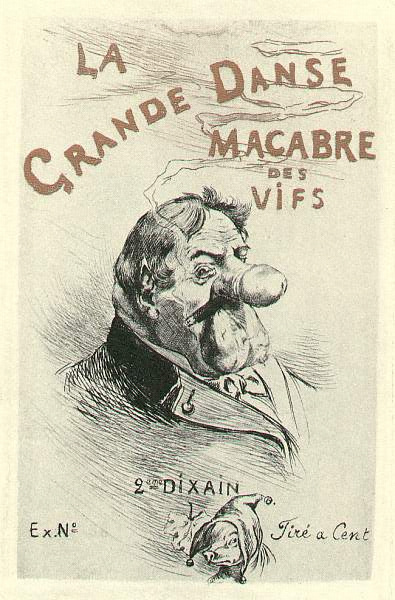
Dixain II
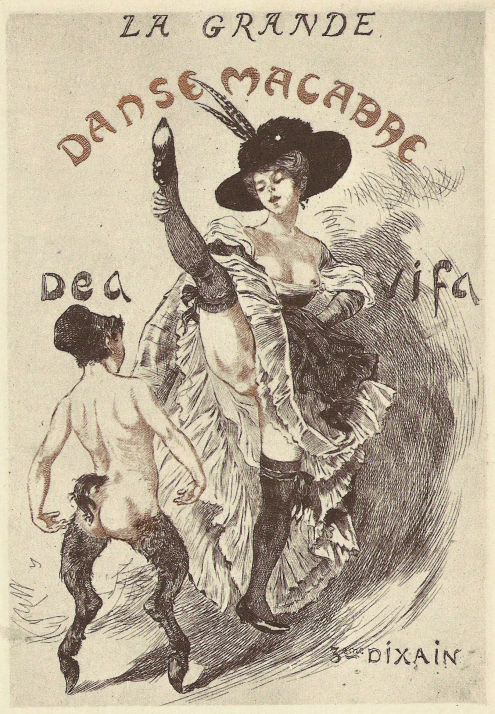
Dixain III
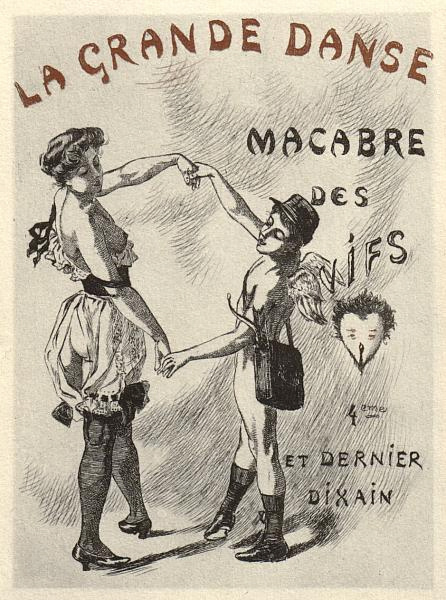
Dixain IV
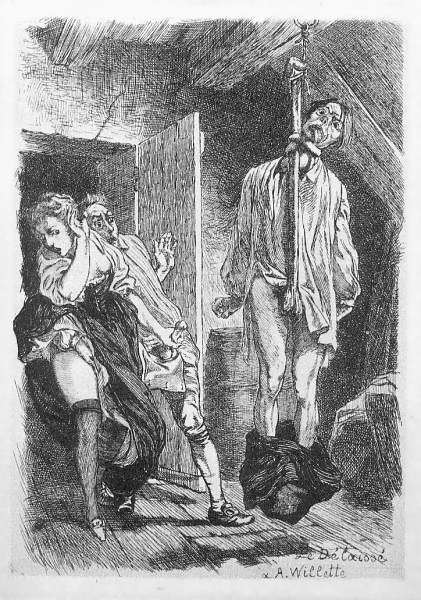
Nr. 10
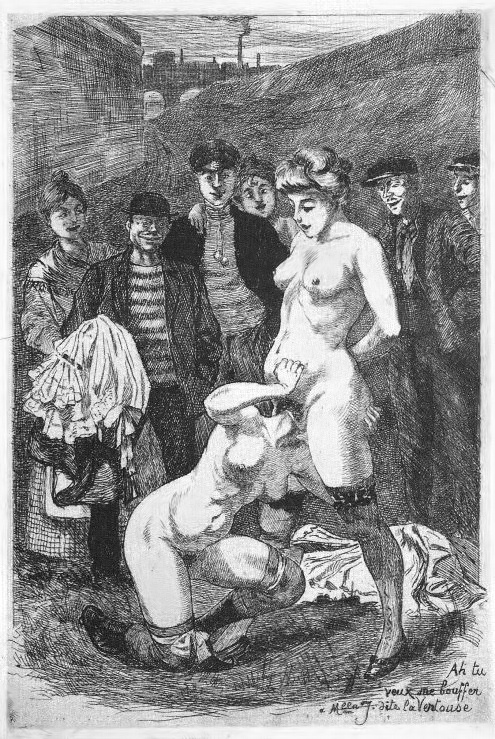
Nr. 14 (Mlle J., genannt „Die Taucherin“)
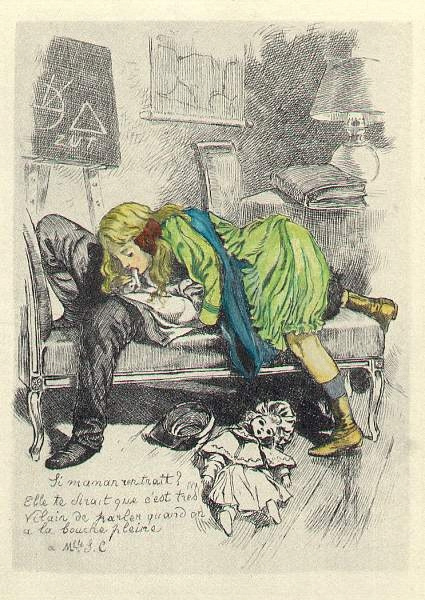
Nr. 29 („Und wenn Mutter kommt?“ „Wird sie dir sagen, dass man nicht mit vollem Mund spricht.“)
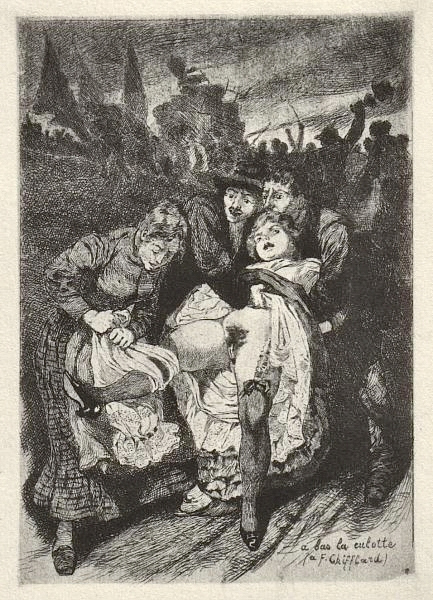
Nr. 31 (Runter mit den Hosen!)

## Werke
Illustrierte Bücher

chronologisch aufsteigend
- Anatole France Thaïs Charles Carrington, Paris 1901.
- Wilhelm Reinhard (übersetzt von Jean de Villiot) La flagellation des femmes en Allemagne Charles Carrington, Paris 1901. 20 Zeichnungen.
- Margaret Anson (übersetzt von Jean de Villiot) Une société de flagellantes. Réminiscences et révélations d’une soubrette de grande maison … Charles Carrington, Paris 1902.
- Conan Doyle Aventures Extraordinaires Librairie Félix Juven, Paris 1902. 15 Zeichnungen.
- Anatole France (übersetzt von A. R. Allinson) The Well of Santa Clara (Le puits de Sainte Claire) Charles Carrington, Paris 1903.
- Jean de Villiot Dix-sept ans : étude sociale Charles Carrington, Paris 1905. Zeichnungen.
- Apulée (übersetzt von Jean de Montlyard) L’Âne d’or Charles Carrington, Paris 1905. 21 eaux-fortes. Neuausgabe: Jean de Bonnot, Paris 1991.
- Paul Verlaine La Trilogie érotique : Amies, Femmes, Hombres Charles Carrington, Bruxelles, 1907. 15 Zeichnungen.
- Aimé Van Rod Nos Belles flagellantes Paris 1907. 10 Zeichnungen.
- Pierre Choderlos de Laclos Les Liaisons dangereuses Jules Chevrel, Paris 1908. 20 Zeichnungen.
- Jules Michelet La Sorcière Jules Chevrel, Paris 1911. Neuausgabe: Jean de Bonnot, 1987.
- Edgar Allan Poe (übersetzt von Charles Baudelaire) Dix contes Librairie Dorbon-Ainé, Paris 1912. 95 Radierungen von Eugène Dété.
- Denis Diderot La Religieuse Jules Chevrel, Paris 1916.
- Sadinet Petites cousines : souvenirs érotiques d'un homme de qualité touchant les jolies petites cousines … les bonnes à tout faire … les femmes du monde et les belles filles de province À la folie du jour (Jean Fort) 1919. Zeichnungen van Maele zugeschrieben.
- Claude de Saint-Hieble L'Instrument des apothécaires Jean Fort, coll. « Les Amis du bon vieux temps », Paris 1920.
- Edmond Haraucourt La Légende des sexes Au Clos Bruneau, Paris 1921. 12 Radierungen.
- François Béroalde de Verville Le Moyen de parvenir Jean Fort, Paris 1921. 18 kolorierte und 65 kleine Zeichnungen.
- Pierre Fély Les Princesses de Cythère, chronique libertine de l'histoire. Jean Fort, coll. « Les Amis du bon vieux temps », Paris 1922.
- Charles Sorel L'Histoire comique de Francion. En laquelle sont découvertes les plus subtiles finesses et trompeuses inventions tant des hommes que des femmes de toutes sortes de conditions et d’âges. Jean Fort, Paris 1925. 17 Zeichnungen.
- Pierre de Jusange La Comtesse au fouet Jean Fort, Paris 1926. 7 Zeichnungen.
- Docteur Gastien Fowler Maison des flagellations Jean Fort, Collection des Orties Blanches, Paris 1926.
- Pierre l’Arétin Dialogues Jean Fort, 1927. 66 + 10 Zeichnungen. Einige Zeichnungen von Luc Lafnet.
- Ovide Les amours ; L'art d'aimer ; Les Héroïdes ; Les remèdes d'amour ; Les cosmétiques Jean de Bonnot, Paris 2000.

Eigenständige Werke
- La Grande Danse Macabre des Vifs. Charles Carrington, 1905. Neuausgabe: Déesse, Nanterre, 1980.

Ausgaben
- The satyrical drawings of Martin van Maele. Cythera Press, New York, 1970.